# Catalog electronic
Catalog electronic- este o bază de date, care prezintă  conținutul fizic (material) al unei biblioteci (carte, preprint, articol, disc muzical, CD, internet), dispus după autor, titlu, denumire, volum (în coli de tipar sau pagini), locul (țara) publicării, editură, anul apariției, cuvânt- cheie (subiect). Astfel,  catalogul electronic înclocuiește lădițele, bine cunoscute multor bibliofili, fie ale unui catalog alfabetic, fie ale unui catalog sistematic.  Cum se știe cele mai mari biblioteci din lume sunt Biblioteca Congresului SUA (aproape 20 mln titluri), Biblioteca Britanică (peste 13 mln. titluri ) și Biblioteca de Stat a Rusiei (circa 17 mln titluri). Tocmai aceste trei cele mai mari biblioteci dispun de cataloage bine elaborate, deși nu întotdeauna mărimea catalogului electronic este proporțională mărimii bibliotecii. 
Recent a fost lansat catalogul electronic al Bibliotecii Nationale a Republicii Moldova (2,5 mln. titluri)
Căutarea după autor se face în felul următor. La căutare avansată (col.II) a barei de căutare și la criteriul: Nume persoană se selectează numele autorului cu litere mici în formatul:
- nume, p.p.,
- nume, p.

sau 
- nume, pronume patronimic

sau
- nume, pronume

sau 
- nume

etc.
Adresa web a catalogului electronic a bibliotecii naționale a Republicii Moldova:
http://87.248.178.208:8081/app?page=opac/SearchForm&service=page%5Bnefuncțională%5D
Adresa web a catalogului electronic a bibliotecii naționale a României:
http://tinsql.bibnat.ro/tinread.jsp Arhivat în 25 iunie 2007, la Wayback Machine.
Țările europene întreprind eforturi în vederea integrării informaționale a bibliotecilor astfel încât de curând a devenit accesibil catalogul electronic THEEUROPEANLIBRARY, care întrunește cataloagele  electronice ale 20  de biblioteci naționale europene, inclusiv al celei britanice și de stat a Rusiei, iar suplimentar sunt accesible site-urile a încă 24 de biblioteci , dintre care unele sunt biblioteci naționale, iar altele sunt bibliotecile secundare din cele mai mari țări europene.

## Vezi și
- Document electronic